# Erwin Mulder
Erwin Mulder (nederländskt uttal: [ˈɛrʋɪn ˈmʏɫdər]), född 3 mars 1989 i Pannerden, Gelderland, är en nederländsk fotbollsmålvakt.

## Karriär
I juni 2017 värvades Mulder av Swansea City, där han skrev på ett treårskontrakt. Den 31 juli 2020 återvände Mulder till SC Heerenveen, där han skrev på ett tvåårskontrakt.
Den 2 augusti 2022 värvades Mulder av Go Ahead Eagles, där han skrev på ett ettårskontrakt.